# Major Indoor Lacrosse League sezon 1995
Sezon rozpoczął się 7 stycznia, a zakończył się 8 kwietnia 1995 roku. W tym sezonie z występu w rozgrywkach zrezygnował zespół Detroit Turbos a przystąpił zespół Rochester Knighthawks. W tym sezonie nie rozgrywano All-Star Game. W tym sezonie władze ligi ponownie powrócili do jednej dywizji. Był to dziewiąty sezon zawodowej ligi lacrosse (licząc sezony EPBLL). Mistrzem sezonu została drużyna Philadelphia Wings.

## Wyniki sezonu
W – Wygrane, P – Przegrane, PRC – Liczba wygranych meczów w procentach, GZ – Gole zdobyte, GS – Gole stracone
| Kwalifikacja do playoffs |

| Drużyna               | W | P | PRC   | GZ  | GS  |
| --------------------- | - | - | ----- | --- | --- |
| Philadelphia Wings    | 7 | 1 | 0.875 | 115 | 94  |
| Boston Blazers        | 5 | 3 | 0.625 | 93  | 91  |
| Rochester Knighthawks | 4 | 4 | 0.500 | 97  | 94  |
| Buffalo Bandits       | 3 | 5 | 0.375 | 109 | 108 |
| Baltimore Thunder     | 3 | 5 | 0.375 | 98  | 117 |
| New York Saints       | 2 | 6 | 0.250 | 83  | 93  |

### Playoffs
- Philadelphia Wings 19 – Buffalo Bandits 16
- Boston Blazers 8 – Rochester Knighthawks 10

### Finał
- Rochester Knighthawks 14 – Philadelphia Wings 15 (po dogrywce)

## Nagrody
| Nagroda                        | Zwycięzca        | Drużyna            |
| ------------------------------ | ---------------- | ------------------ |
| MVP sezonu                     | Gary Gait        | Philadelphia Wings |
| Najlepszy debiutant sezonu     | Charlie Lockwood | New York Saints    |
| MVP meczu finałowego           | Gary Gait        | Philadelphia Wings |
| Najlepszy strzelec (30 bramek) | Gary Gait        | Philadelphia Wings |